# Надар, Поль
Поль Надар (фр. Paul Nadar, фамилия при рождении — Турнашон, фр. Tournachon; 8 февраля 1856, Париж, Франция — 1 сентября 1939, Париж, Франция) — французский фотограф. Сын Гаспара-Феликса Надара.

## Биография
Родился 8 февраля 1856 года в семье Гаспара-Феликса и Эрнестины Турнашонов, которые изменили фамилию на «Надар».
Как и отец, Поль занялся фотографией, что стало поводом для тесного сотрудничества между отцом и сыном, которые, в частности, делили свою мастерскую и вместе создали серию фотографий химика Эжена Шеврёля в 1886 году. Однако между ними появляются художественные различия: если отец предпочитал торжественные и серьёзные позы, то сын более склонен проявлять фантазию. Поль иногда использует трюки и больше интересуется участниками процесса.
Поскольку вся семья, отец, мать и сын, изменила фамилию на «Надар», Поль использовал тот же псевдоним, что и отец, но при этом также добавлял своё имя.
Он являлся президентом-основателем Общества фотографов-авторов и президентом Профсоюзного объединения фотографов (Chambre syndicale de la photographie et de ses applications).
Умер 1 сентября 1939 года на родине, в Париже, в возрасте 83 года. Похоронен на кладбище Пер-Лашез.

## Награды
- Кавалер Ордена Льва и Солнца (1889)
- Кавалер Ордена Леопольда I (1897)
- Офицер Ордена Академических пальм (1905)
- Кавалер Ордена Почётного легиона (1912)